# Delicatessen (pel·lícula)
|  | Per a altres significats, vegeu «Delicatessen». |

Delicatessen és una pel·lícula francesa estrenada el 1991. És el primer llargmetratge de Jean-Pierre Jeunet, que va dirigir la pel·lícula amb Marc Caro.
Delicatessen és una pel·lícula d'estil comèdia de terror i sàtira. Es parla d'un antic pallasso que treballa a un hotel com a conserge. El districte a l'entorn de l'hotel és poblat per »troglodistes», carnissers, criadors de granotes i fabricants de «caixes de meuh». El context és el de guerra i terrorisme, i un viatger va descobrir l'amor. L'estil fa referències d'un món de còmic, un mitjà d'expressió prop de Marc Caro.
La pel·lícula va ser produïda a l'estudi de l'antiga fàbrica de Seita a Pantin, prop de París. Els dos realitzadors ja havien produït cinc curtmetratges, després de 1981, però aquesta producció va ser llur primer llargmetratge.